# Nguyễn Thế Mạnh
Nguyễn Thế Mạnh (sinh ngày 24 tháng 7 năm 1972) là chính trị gia Việt Nam. Hiện tại ông là Phó Trưởng Ban Chính sách, Chiến lược Trung ương.
Ông nguyên là Tổng giám đốc Bảo hiểm Xã hội Việt Nam, Phó Chủ tịch thường trực Hội đồng quản lý Bảo hiểm Xã hội Việt Nam. Ông từng là Phó Tổng cục trưởng Tổng cục Thuế, Cục trưởng Cục Thuế Hà Nội.

## Xuất thân và giáo dục
Nguyễn Thế Mạnh sinh ngày 24 tháng 7 năm 1972 tại xã Ngô Quyền, huyện Tiên Lữ, thuộc tỉnh Hải Hưng, nay là tỉnh Hưng Yên. Ông lớn lên và tốt nghiệp 12/12 ở tỉnh Sơn La, thi đại học và đỗ Đại học Tài chính – Kế toán Hà Nội nay là Học viện Tài chính, theo học từ năm 1989 đến 1993 và tốt nghiệp cử nhân tài chính. Ông cũng học cao học tại trường và nhận bằng Thạc sĩ Kinh tế. Ông được kết nạp Đảng Cộng sản Việt Nam vào ngày 30 tháng 12 năm 1999, là đảng viên chính thức sau đó 1 năm, từng tham gia khóa học chính trị và có trình độ Cao cấp lý luận chính trị tại Học viện Chính trị Quốc gia Hồ Chí Minh.

## Sự nghiệp
Tháng 9 năm 1995, sau khi tốt nghiệp Học viện Tài chính, Nguyễn Thế Mạnh được nhận vào công tác ở Bộ Tài chính, bắt đầu ở vị trí Thanh tra viên của Thanh tra Bộ. Ông công tác liên tục thời gian dài 1995 – 2011, được nâng ngạch Thanh tra viên chính, rồi đến tháng 1 năm 2011 thì được bổ nhiệm làm Phó Chánh Thanh tra Bộ Tài chính. Cho đến tháng 3 năm 2016, sau hơn 20 năm công tác ở Thanh tra Bộ Tài chính, Nguyễn Thế Mạnh được bổ nhiệm làm Phó Tổng cục trưởng Tổng cục Thuế. Thời gian này ông cũng kiêm nhiệm làm Cục trưởng Cục Thuế Hà Nội, cho đến ngày 29 tháng 3 năm 2019 thì được miễn nhiệm. Ông được Ban Tổ chức Trung ương phê duyệt quy hoạch chức danh Thứ trưởng Bộ Tài chính giai đoạn 2016–2021.
Ngày 10 tháng 7 năm 2020, Nguyễn Thế Mạnh được điều tới Bảo hiểm Xã hội Việt Nam, giữ chức vụ Tổng giám đốc Bảo hiểm Xã hội Việt Nam, kế nhiệm Nguyễn Thị Minh. Ông phụ trách chung cơ quan này, đồng thời chỉ đạo trực tiếp công tác tổ chức cán bộ; bảo vệ chính trị nội bộ; phòng, chống tham nhũng, thực hành tiết kiệm chống lãng phí và chỉ đạo công tác thanh tra – kiểm tra, công tác pháp chế. Ông cũng phụ trách trực tiếp các đơn vị là Vụ Tổ chức cán bộ; Văn phòng Ban Cán sự Đảng; theo dõi, phụ trách bảo hiểm xã hội Hà Nội và Thành phố Hồ Chí Minh, theo dõi bảo hiểm xã hội của Bộ Quốc phòng và Công an Nhân dân. Vào ngày 9 tháng 9 năm 2020, Đại hội Đảng bộ Cơ quan Bảo hiểm Xã hội Việt Nam lần thứ VII, nhiệm kỳ 2020–25 đã bầu ông làm Bí thư Đảng ủy Bảo hiểm Xã hội Việt Nam với 100% số phiếu. Vào ngày 31 tháng 5 năm 2021, ông được bổ nhiệm kiêm nhiệm làm Phó Chủ tịch thường trực Hội đồng quản lý Bảo hiểm Xã hội Việt Nam, giúp Chủ tịch là Bộ trưởng Tài chính Hồ Đức Phớc.